# Europese kampioenschappen badminton 2000
De 17e editie van het Europees kampioenschap badminton werd georganiseerd door de Schotse stad Glasgow. Het toernooi duurde van 25 april 2000 tot en met 29 april 2000.
Nederland behaalde drie bronzen medailles. Tijdens dit EK won Denemarken vijf gouden medailles. Alleen de winst in het vrouwendubbelspel ging naar een ander land. De Denen behaalden daarnaast drie zilveren en drie bronzen medailles. Ze werden gevolgd door Engeland, dat de enige andere gouden medaille wist te pakken.

## Medaillewinnaars
| Onderdeel      | 1e plaats                   | 2e plaats                         | 3e plaats                           |
| -------------- | --------------------------- | --------------------------------- | ----------------------------------- |
| Mannen enkel   | Peter Gade                  | Poul-Erik Høyer Larsen            | Richard Vaughan                     |
| Mannen enkel   | Peter Gade                  | Poul-Erik Høyer Larsen            | Kenneth Jonassen                    |
| Vrouwen enkel  | Camilla Martin              | Marina Andrievskaya               | Kelly Morgan                        |
| Vrouwen enkel  | Camilla Martin              | Marina Andrievskaya               | Mette Sørensen                      |
| Mannen dubbel  | Jens Eriksen Jesper Larsen  | Pär-Gunnar Jonsson Peter Axelsson | Simon Archer Nathan Robertson       |
| Mannen dubbel  | Jens Eriksen Jesper Larsen  | Pär-Gunnar Jonsson Peter Axelsson | Michal Logosz Robert Mateusiak      |
| Vrouwen dubbel | Donna Kellogg Joanne Goode  | Rikke Olsen Helene Kirkegaard     | Marina Yakusheva Irina Rusliakova   |
| Vrouwen dubbel | Donna Kellogg Joanne Goode  | Rikke Olsen Helene Kirkegaard     | Nicole van Hooren Lotte Jonathans   |
| Gemengd dubbel | Michael Søgaard Rikke Olsen | Jens Eriksen Mette Schjoldager    | Jon Holst Christensen Ann Jørgensen |
| Gemengd dubbel | Michael Søgaard Rikke Olsen | Jens Eriksen Mette Schjoldager    | Chris Bruil Erica van den Heuvel    |
| Landen         | Denemarken                  | Engeland                          | Nederland                           |

## Medailletabel
| Plaats | Land       | Goud | Zilver | Brons | Totaal |
| 1      | Denemarken | 5    | 3      | 3     | 11     |
| 2      | Engeland   | 1    | 1      | 1     | 3      |
| 3      | Zweden     | 0    | 2      | 0     | 2      |
| 4      | Nederland  | 0    | 0      | 3     | 3      |
| 5      | Wales      | 0    | 0      | 2     | 2      |
| 6      | Polen      | 0    | 0      | 1     | 1      |
| 6      | Rusland    | 0    | 0      | 1     | 1      |
| Totaal | Totaal     | 6    | 6      | 11    | 23     |